# جينيفيف أرمسترونغ
جينيفيف أرمسترونغ (بالإنجليزية: Genevieve Armstrong)‏ هي مجدفة نيوزيلندية، ولدت في 16 يونيو 1988 في تاورانجا في نيوزيلندا.

## وصلات خارجية
- جينيفيف أرمسترونغ على موقع الاتحاد الدولي للتجديف (الإنجليزية)